# Emanuel von Graffenried (Patrizier)

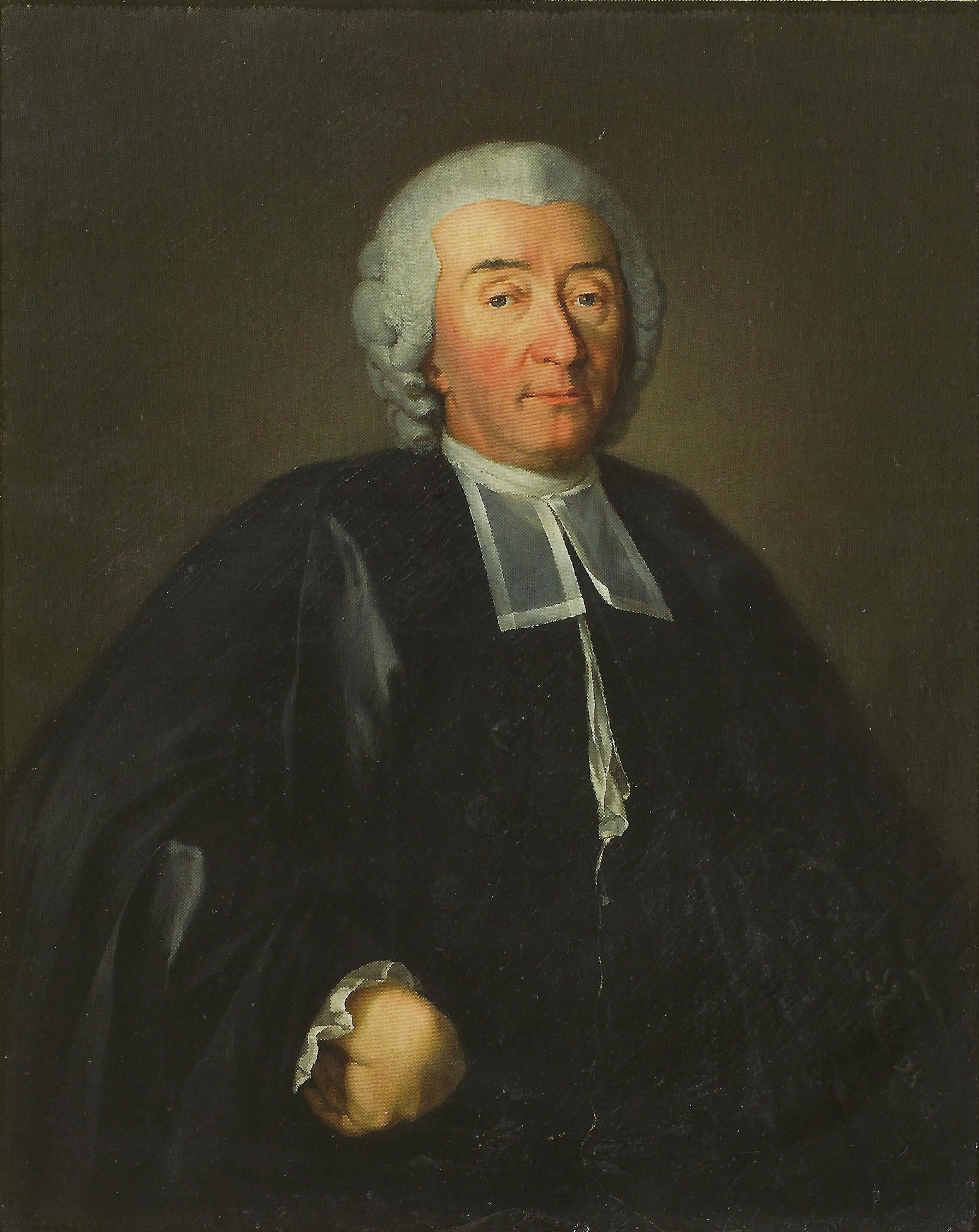
Emanuel von Graffenried, Gemälde von Heinrich Rieter (1785)

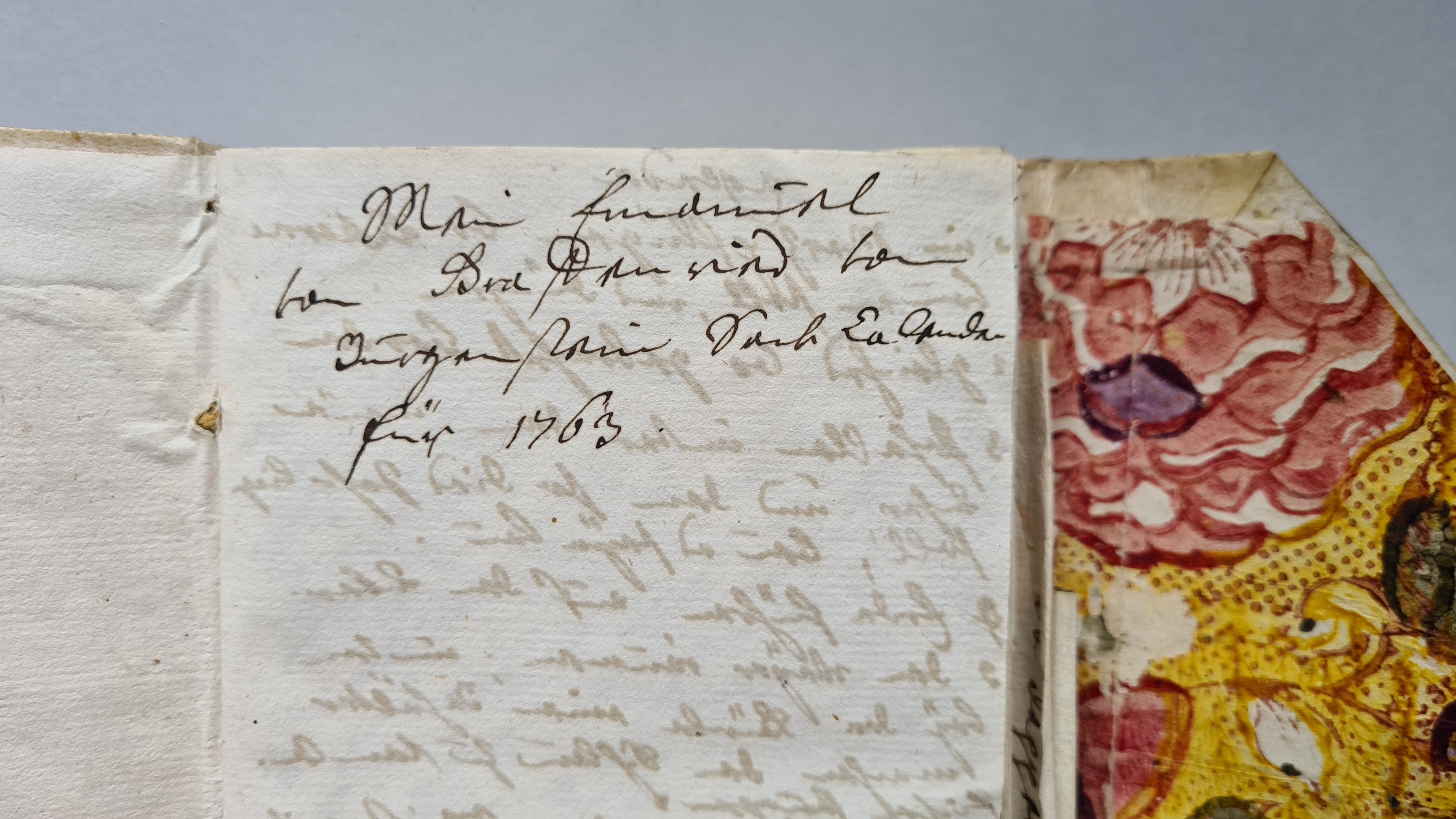
Mein Emanuel von Graffenried von Burgenstein Sack Calender für 1763, Emanuel von Graffenrieds Handschrift (1763)

Emanuel von Graffenried (* 12. Dezember 1726 in Bern; † 26. November 1787 in Genf) war ein Berner Patrizier.

## Leben
Emanuel von Graffenried studierte ab 1746 Jurisprudenz in Halle und ab 1748 Marburg. Er heiratete 1761 Dorothea Rosina Tschiffeli. 1764 gelangte er in den bernischen Grossen Rat. Er war Assessor am Stadtgericht und in der Deutschen Appellationskammer, Kommerzienrat und Direktor des Inselspitals. Im Jahr 1772 wurde er Schulrat, von 1773 bis 1779 amtete er als Obervogt zu Schenkenberg und 1785 wurde er Obmann des Waisengerichts.
Er war Herr zu Burgistein sowie Mitherr zu Seftigen und Gurzelen. 1780 wurde Graffenried Präsident der Helvetischen Gesellschaft und 1786 Präsident der Ökonomischen Gesellschaft Berns.
Graffenrieds 2369 Titel umfassende Bibliothek befindet sich im Schloss Burgistein.

## Schriften
- Von dem Nutzen und Nachteile des Weidganges. In: Abhandlungen und Beobachtungen durch die Ökonomische Gesellschaft zu Bern gesammelt, Bern, 4. Jg., 3. Stück (1763), S. 105–153. doi:10.5169/seals-386587
- Auszug aus verschiedenen eingelaufenen Wettschriften, über die für das jahr 1762 ausgeschriebene Preissfrage: Ist es nützlich, die Allmenten zu vertheilen? u.[s.w.] In: Abhandlungen und Beobachtungen durch die Ökonomische Gesellschaft zu Bern gesammelt, Bern, 6. Jg., 1. Stück (1765), S. 1–40. doi:10.5169/seals-386626